# La Romana (Alicante)
La Romana ist eine spanische Gemeinde (municipio) in der Provinz Alicante mit einer Bevölkerung von 2.672 Einwohnern (Stand: 2024).

## Lage
La Romana liegt etwa 30 Kilometer westlich von Alicante und etwa 70 Kilometer nordnordöstlich von Murcia in einer Höhe von ca. 420 m.

## Geschichte

### Bevölkerungsentwicklung
| Jahr      | 1970 | 1981 | 1991 | 2001 | 2011 | 2021 |
| Einwohner | 1996 | 1937 | 1909 | 2009 | 2554 | 2542 |

## Sehenswürdigkeiten
- Peterskirche (Iglesia de San Pedro)
- Rathaus